# نظرية تصويت برتراند
في التركيبات، نص مسألة برتراند هو: "في إحدى الانتخابات، المرشح A استلم p تصويتاً، والمرشح B استلم q تصويتاً حيث p > q. عند عد عدد التصويتات للمرشحين ما احتمالية تجاوز A عدد تصويتات B دائماً خلال التعداد؟."
الجواب هو {\displaystyle {\frac {p-q}{p+q}}} أول من نشر النتيجة هو ويليام إلن وايتورث عام 1878، لكنها سُمِّيت نسبة لجوزيف لويس فرنسوا برتراند الذي أعاد طرحها عام 1887م.
كتب برتراند في ورقته الأصلية برهاناً مبني على الصيغة العامة لعدد المتتابعات الملائمة باستخدام علاقة تعاودية. وقد ذكر أنه من المحتمل لمثل هذه النتيجة البسيطة وجود طريقة إثبات أخرى أكثر مباشرة. هذه الطريقة أثبتها ديزريه أندريه، بناءً على ملاحظته أن المتتابعات غير الملائمة بالإمكان تقسيمها لقسمين، إحدى القسمين يكون فيه B هو من يستلم الصوت الأول، ويُثبت ذلك عن طريق التقابل.

## وصلات خارجية
- مسألة التصويت.
- إيريك ويستاين، Ballot Problem، ماثوورلد Mathworld (باللغة الإنكليزية).